# Eumyias thalassinus
Az Eumyias thalassinus  a madarak osztályának verébalakúak (Passeriformes) rendjébe és a légykapófélék (Muscicapidae) családjába tartozó faj.

## Rendszerezése
A fajt William John Swainson angol ornitológus írta le 1838-ban, a Muscicapa nembe Muscicapa thalassina néven.

## Alfajai
- Eumyias thalassinus thalassinus (Swainson, 1838)
- Eumyias thalassinus thalassoides (Cabanis, 1850)[2]

## Előfordulása
Dél- és Délkelet-Ázsiában, Banglades, Bhután, Brunei, India, Indonézia, Irán, Kambodzsa, Kína, Laosz, Malajzia, Mianmar, Nepál, Pakisztán, Thaiföld és Vietnám honos.
Természetes élőhelyei a szubtrópusi vagy trópusi síkvidéki és hegyi esőerdők, mangroveerdők, mocsári erdők, valamint szántóföldek és vidéki kertek. Vonuló faj.

## Megjelenése
Testhossza 17 centiméter.
|  |

## Természetvédelmi helyzete
Az elterjedési területe rendkívül nagy, egyedszáma pedig stabil. A Természetvédelmi Világszövetség Vörös listáján nem fenyegetett fajként szerepel.